# 新罗加奇克
新罗加奇克（羅馬化：Novyy Rogachik）是俄罗斯伏尔加格勒州的市级镇，属戈罗季谢区，位于顿河流域内切尔夫廖纳亚河（Червлёная）畔，在区行政中心戈罗季谢西南方、州府伏尔加格勒西方。
该地2021年人口有6,676人；2010年人口7,166；2002年人口7,558；1989年人口6,192。